# Saut sur le chromosome

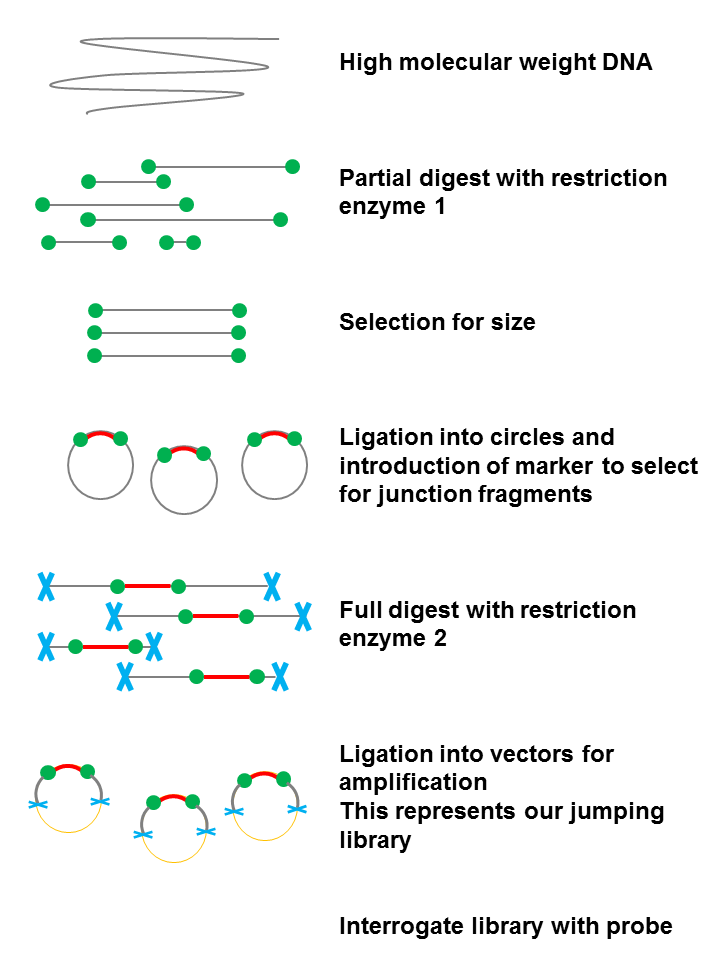
Principe de la méthode de "saut sur le chromosome".

Le saut sur le chromosome est une technique de biologie moléculaire utilisée pour établir une carte physique d'un génome. Cette technique est utilisée avec d'autres méthodes, comme la marche sur le chromosome.
Le saut sur le chromosome est utilisé pour contourner des régions difficiles à cloner, telles que les séquences d'ADN répétées, qui ne peuvent pas être cartographiées par la marche sur le chromosome. C'est ainsi utile pour explorer un génome rapidement et identifier un gène particulier.

## Principe
La région d'intérêt (une portion de chromosome) doit être repérée par étude de liaison génétique. Le principe de la méthode consiste ensuite à couper l'ADN avec une enzyme de restriction avec des sites peu fréquents, afin de générer des grands fragments.
Ces grands fragments sont ensuite circularisés par ligature de leurs extrémités avec une ADN ligase. On introduit un gène marqueur lors de cette étape, ce qui permettra de sélectionner les segments circularisés. Le gène supF, qui code un ARNt suppresseur d'Escherichia coli a été initialement utilisé en raison de sa faible longueur qui facilite le séquençage ultérieur (voir ci-dessous).
L'utilité de cette étape de circularisation est de permettre de rapprocher les deux extrémités du fragment d'ADN initial, de part et d'autre du marqueur, ce qui permettra ensuite de faire le « saut » par-dessus toute la région circularisée. Après cette étape, on recoupe l'ADN avec une seconde enzyme, pour éliminer l'essentiel de la région d'ADN entre les deux extrémités du fragment initial.
Le segment linéaire ainsi obtenu contient les deux extrémités du fragment initial encadrant le marqueur. Il est introduit par ligature dans un vecteur de clonage (plasmide, phage) et transféré dans des bactéries. Le séquençage de l'ADN du vecteur permet ensuite d'identifier les deux extrémités de part et d'autre du marqueur.
Suivant la taille des fragments initiaux sélectionnés, on peut ainsi effectuer des sauts de 100 à 300 kb. Le processus peut être utilisé pour explorer par séquençage la région se trouvant à l'autre extrémité du saut, ou bien réitéré plusieurs fois pour franchir des régions plus grandes.